# Jonas Wistenius
Jonas Wistenius, född 1700 i Vists socken, Östergötlands län, död 22 februari 1777 i Linköping, Östergötlands län, var en svensk orgelbyggare, vävare och handelsman.

## Biografi
Om Jonas Wistenius tidiga levnad är inget känt mer än att han mellan 1726 och 1738 arbetade utomlands, bland annat hos orgelbyggarna Johann Josua Mosengel och Georg Sigismund Caspari i Königsberg (nuvarande Kaliningrad). Han byggde tillsammans med dem flera orgelverk i Böhmen, Preussen och Polen. Efter att ha arbetat hos dem var han i Belgrad hos Kurebinske och Gottfried Clossen i Riga.

### Norrköping
1738 bosatte sig Wistenius i Norrköping på nummer 6 under kvarter Smedjan (nummer 30). 1 oktober 1738 nämns en konstnär Jonas Wistenius i kommunionlängden för Sankt Olai församling.

### Linköping
Den 28 mars 1739 ansökte han att få privilegieras i orgelbyggeri hos domkapitlet i Linköping. Han bosatte sig 1739 i Linköping på Sankt Lars kvarter nummer 46 som hattmakaren Christoffer Scarin tidigare ägt. Efter att ha skaffat sig obligatoriskt privilegium 1741 byggde han ett stort antal instrument. Enligt hans egen uppgift skulle det röra sig om 96 orglar, därav 43 i Linköpings stift, förutom ett stort antal reparationer och ombyggnader. Tillverkningen av orgelhusen skedde delvis på platsen, men pipverk och mekanik framställdes på verkstaden och fraktades, kanske med hans egna oxar, lång väg.
Wistenius bodde från 1740 på Sant Lars kvarter 46 i Linköping. Han ägde mellan 1753 och 1764 Sankt Lars kvarter 45. Han ägde även mellan 1753 och 1773 Sankt Lars kvarter 48.
Jonas Wistenius avled i Linköping 22 februari och begravdes 27 februari samma år. Efter hans död övertogs verkstaden av orgelbyggaren Pehr Schiörlin.
Under en tid hade Wistenius även strumpväveri och handelsbod i Linköping.

### Familj
Anna Björkman, född 1712, död 6 december 1785 i Linköping. Gift 9 april 1740 i Sankt Olofs församling, Norrköping med Jonas Wistenius. Borgensman för äktenskapet var Jonas snickare. De fick tillsammans barnen
- Ulrica (1740–1800).[52], död 1 juli 1800 i Linköping. Gifte sig första gången med handelsmannen Magnus Hertzberg 4 november 1777 i Linköping. Andra gånger gifte hon sig med färgaren Johan Ekeberg den 12 november 1784 i Linköping. Tredje gången med färgaren och rådmannen Carl Fredrik Lönberg 8 januari 1792 i Linköping.
- Anna Maria (Catharina) (1742–1742).[52]
- Maria (1746–1747).[52]
- Carl Peter (1750–1750).[52]

## Orgelfabriken

### Orgelkonst
Mest berömd har Wistenius blivit för sin skicklighet att ge sina instrument och särskilt deras principalstämmor en förnäm klang. Fasaderna ritade han i regel själv och de visar på stor konstnärlig begåvning. Inom Linköpings stift finns några verk som delvis bevarats, till exempel i Vreta klosters kyrka (1747) (endast fasaden med senare insatta blindpipor) och Vårdsberg (1761) (magasinerad). Den största och äldsta i bruk varande wisteniusorgeln finns i S:ta Gertruds kyrka i Västervik (1744) men även orglarna i Askeryd (1760) och Skällvik (1762) är restaurerade och åter ljudande. Sitt sista verk byggde han 1777 tillsammans med Pehr Schiörlin i Lindome kyrka i Halland.
Bröderna Valter och Harry Moberg, Sandviken, gjorde 1957 en rekonstruktion av 1751 års wisteniusorgel i Åtvids gamla kyrka.

### Orglar
Lista över orglar byggda av Jonas Wistenius med ursprunglig disposition.
| År              | Ursprunglig kyrka              | Stift      | Bild | Manualer | Pedal        | Stämmor     | Bevarad orgel/fasad | Övrigt |
| --------------- | ------------------------------ | ---------- | ---- | -------- | ------------ | ----------- | ------------------- | --- |
| 1740            | Svanshals kyrka                | Linköpings |      |          |              | 8           | Ja (delvis)/Nej     | Orgeln såldes 1866. Delar av orgeln användes 1869 för att bygga orgeln i Källstads kyrka. Arbetet utfördes av Peter Eric Jonsson, Källstad. Orgeln i kyrkan var byggd av honom 1841. |
| 1740            | Ljungs kyrka                   | Linköpings |      |          |              | 7           | Nej/Nej             | Orgeln kostade 1684 daler. Orgelläktaren byggdes av klockaren Sven Simonsson i Ljung. Bildhuggeriet tillverkades av Niclas Österbom i Norrköping. Det bestod av bland annat tre änglabilder. Orgeln approberades av Baltzar Knölcke i Linköping. 1743 skänkte Wistenius en stämman Kvintadena till orgeln i kyrkan. En ny orgel byggdes 1897 av Anders Victor Lundahl, Stockholm. |
| 1741            | Kristdala kyrka                | Linköpings |      |          |              | 8           | Nej/Ja              | Orgeln flyttades 1811 till Böda kyrka. En ny orgel byggdes 1912 av Olof Hammarberg, Göteborg. Fasaden står idag i Böda kyrka. |
| 1742            | Lemnhults gamla kyrka          | Växjö      |      |          |              | 6           | Nej/Nej             | En ny orgel byggdes 1856 av Johannes Magnusson, Lemnhult. |
| 1743            | Godegårds kyrka                | Linköpings |      |          |              | 7           | Nej/Nej             | Skriver kontrakt med Godegård församling på en orgel på 8 stämmor för 1500 daler kopparmynt. Ytterligare en stämma sattes till och Wistenius byggde även orgelläktaren för 200 daler kopparmynt. Två gesäller och en lärogosse hjälpte till att bygga orgeln under 9 veckor. 1745 överstryktes och stofferades orgelläktaren av Sven Gustafsson Stoltz, Vadstena. 1745 tillverkades bildhuggararbetet på orgelverket, en ny pedal, lagning av bälgarna och stolrum på orgelläktarens båda sidor av snickarmästaren Hans Setterberg i Vadstena. En ny orgel byggdes 1896 av E A Setterquist & Son, Örebro. |
| 1744            | Hallingebergs kyrka            | Linköpings |      |          |              | 5           | Nej/Nej             | Orgeln flyttades 1760 till Gladhammars kyrka för 1200 daler. Lars Wahlberg, Vimmerby byggde samma år en ny orgel till Hallingebergs kyrka. En ny orgel byggdes i Gladhammars kyrka 1886 av E A Setterquist & Son, Örebro. |
| 1744            | Sankt Gertruds kyrka           | Linköpings |      | 1        | Självständig | 20          | Ja/Ja               | 1948 renoverades orgeln av Th Frobenius & Co, Lyngby, Danmark. |
| 1744            | Näshults kyrka                 | Växjö      |      | 1        | bihangspedal | 9           | Nej/Ja              | En ny orgel byggdes 1863 av Johannes Magnusson, Lemnhult. Wistenius fasad omarbetades samtidigt. |
| 1746            | Västra Eneby kyrka             | Linköpings |      |          |              | 7           | Nej/Nej             | Orgeln kostade 1300 daler. Orgeln flyttades 1778 till den nya kyrkan. En ny orgel byggdes 1850 av Sven Nordström. |
| 1746            | Örberga kyrka                  | Linköpings |      |          |              | 6           | Nej/Nej             | Kontraktet skrivs 1744 och orgelverket kostar 1800 daler. 1746 är orgeln färdigt och godkänns av domkyrkoorganisten Baltzar Knölcke. Samma år köper Wistenius den gamla orgeln som stod i kyrkan. En ny orgel byggdes 1885 av Carl Elfström, Ljungby. |
| 1746            | Tryserums kyrka                | Linköpings |      | 1        |              | 9           | Nej/Nej             | Orgeln kostade 2050 daler. 1748–1759 levererades utsmyckningen till orgelverket. Samma år målades orgelverket. En ny orgel byggdes 1785 av Pehr Schiörlin, Linköping. |
| 1746            | Sandhems kyrka                 | Skara      |      | 1        |              | 9           | Nej/Nej             | Orgeln kostade 2700 daler kopparmynt. Orgeln approberades av organisten Andreas Michael Kraus i Jönköping. En ny orgel byggdes 1865 av Johan Niclas Söderling, Göteborg. |
| 1747            | Vists kyrka                    | Linköpings |      | 1        | bihangspedal | 11          | Nej/Nej             | Orgeln hade tre bälgar som byggdes på valvet. 1746 skänktes orgelverket av Anna Maria Lewenhaupt, Säby efter ett testamente av hennes man Germund Cederhielm den yngre. Orgeln kostade 6000 daler och sattes upp 1747 i kyrkan. En ny orgel byggdes 1891 av Åkerman & Lund, Sundbyberg. |
| 1747            | Vreta klosters kyrka           | Linköpings |      | 1        |              | 8           | Nej/Ja              | Orgeln kostade 2400 daler. En ny orgel byggdes 1865 av Per Åkerman, Stockholm. Fasadens originalpipor är ej bevarade. |
| 1748            | Bredareds kyrka                | Skara      |      |          |              | 6           | Nej/Nej             | Orgeln approberades av organisten Johan Cahman, Borås. En ny orgel byggdes 1844 av Johan Niclas Söderling, Göteborg. |
| 1748            | Älghults kyrka                 | Växjö      |      | 1        |              | 9 (10?)     | Nej/Nej             | Kontrakt slöts med Wistenius den 15 mars 1747. Orgelverket var färdig att hämtades i Linköping den 27 april 1748. En ny orgel byggdes 1880 av C J Carlsson, Virestad och J Andersson, Långaryd. |
| 1748            | Norra Vånga kyrka              | Skara      |      | 1        |              | 9           | Nej/Nej             | Orgeln approberades av organisten Johan Ewerhardt den äldre i Skara. En ny orgel byggdes 1879 av Salomon Molander & Co, Göteborg. |
| 1748            | Torslunda kyrka                | Växjö      |      | 1        |              | 8           | Nej/Nej             | Orgelverket approberades av organisten Nyarp. En ny orgel byggdes 1882 av Carl Elfström. |
| 1749            | Bottnaryds kyrka               | Skara      |      |          |              | 9           | Nej/Ja              | Orgeln reparerades 1760. 1894 byggdes en ny orgel av Levin Johansson, Liared. |
| 1749            | Nykils kyrka                   | Linköpings |      | 1        |              | 9           | Nej/Nej             | Orgeln kostade 2600 daler. 1750 målades orgeln av Sven Gustafsson Stoltz, Vadstena. En ny orgel byggdes 1863 av Sven Nordström och Erik Nordström, Flisby. |
| 1749            | Åby kyrka                      | Växjö      |      | 1        |              | 14          | Ja/Ja               | Orgeln flyttades 1774 till nya kyrkan. En ny orgel byggdes 1850 av Johannes Magnusson, Lemnhult. Orgeln är magasinerad. |
| 1750            | Häradshammars kyrka            | Linköpings |      | 1        |              | 9           | Nej/Nej             | Orgeln kostade 3000 daler. Bildhuggaren Niclas Österbom gjorde bildhuggeriet till orgelverket. Målaren Jöns Pilo målade läktaren och orgelverket. Ferdinand Zellbell d.y. eller Ferdinand Zellbell d.ä. godkände orgel. En ny orgel byggdes 1792 av Pehr Schiörlin, Linköping. |
| 1750 eller 1754 | Säby kyrka                     | Linköpings |      |          |              | 10          | Nej/Ja              | Orgeln kostade 4200 daler. En ny orgel byggdes 1914 av Eskil Lundén, Göteborg. Fasadens originalpipor är inte bevarade. |
| 1750            | Harstad kyrka                  | Linköpings |      |          |              | 6           | Nej/Nej             | Köpte en orgel för 1500 daler kopparmynt. Kyrkan betalade 916.26 och församlingens ledamöter betalade 739.11. 1752 målades orgelverket. |
| 1750            | Barnarps kyrka                 | Växjö      |      |          |              | 6           | Nej/Ja              | En ny orgel byggdes 1899 av Salomon Molander & Co, Göteborg. |
| 1750            | Gärdserums kyrka               | Linköpings |      |          |              | 7           | Nej/Nej             | På sockenstämman den 1 maj 1749 bestämdes att man skulle köpa ett orgelverk. En ny orgel byggdes 1857 av Marcussen & Sön, Aabenraa, Danmark. |
| 1750            | Bredestads kyrka               | Linköpings |      | 1        |              | 6           | Nej/Ja              | 1750 beslöt man att ett nytt orgelverk skulle beställas. Orgeln kostade 600 daler och Wistenius tog församlingens gamla orgel i pant för 300 daler. Orgelverket approberades av Baltzar Knölcke. 1753 tillverkades lövverk till orgeln av bildhuggaren Ullberg. Samma år målades och förgylldes orgeln av Ståldtz, Skänninge. En ny orgel byggdes 1864 av Erik Nordström. |
| 1751            | Åtvids gamla kyrka             | Linköpings |      | 1        | Bihängd      | 10          | Ja/Ja               | Orgeln kostade 3000 daler. 1885 monterades orgeln ner. 1957 renoverades och monterades orgeln upp av Bröderna Moberg, Sandviken. |
| 1751            | Floda kyrka                    | Strängnäs  |      | 1        |              | 12          | Nej/Nej             | En ny orgel byggdes 1888 av Åkerman & Lund, Stockholm. |
| 1752            | Asby kyrka                     | Linköpings |      | 1        | Bihängd      | 7           | Nej/Nej             | Orgeln kostade 2400 daler. Orgeln skänktes 1752 av Löjtnant Bengt Rääf i Falla till Asby kyrka och hade 7 stämmor. En ny orgel byggdes 1887 av Erik Nordström. |
| 1753            | Mogata kyrka                   | Linköpings |      |          |              | 8           | Nej/Nej             | En ny orgel byggdes 1846 av Anders Jonsson, Ringarum. |
| 1754            | Askeby kyrka                   | Linköpings |      | 1        |              | 7           | Nej/Nej             | Orgeln kostade 1700 daler. En ny orgel byggdes 1878 av Åkerman & Lund, Stockholm. |
| 1754            | Linderås kyrka                 | Linköpings |      |          |              | 8           | Nej/Nej             | Orgeln approberades av organisten Kraus i Jönköping. En ny orgel byggdes 1864 av Erik Nordström, Flisby. |
| 1754            | Örtomta kyrka                  | Linköpings |      | 1        | Bihängd      | 12          | Nej/Nej             | Orgeln kostade 3000 daler. 1752 beslutade man att köpa ett nytt orgelverk. En ny orgel byggdes 1869 av Åkerman & Lund, Stockholm. |
| 1755            | Vireda kyrka                   | Linköpings |      | 1        |              | 8           | Nej/Ja              | Orgeln kostade 1800 daler. President Hammarberg bekostade hälften av summan. Orgeln approberades av organisten Kraus. Orgeln målades av Olof Rosenblad i Gränna. Orgeln omändrades 1857. En ny orgel byggdes 1908 av Eskil Lundén, Göteborg. Fasadens originalpipor är inte bevarade. |
| 1756            | Hällestads kyrka, Östergötland | Linköpings |      |          |              | 10          | Nej/Nej             | Orgeln approberades av organisten Johan Miklin, Linköping. Orgeln förstördes i en eldsvåda 1895. |
| 1756            | Furingstads kyrka              | Linköpings |      |          |              | 7           | Nej/Nej             | Orgeln kostade 1600 daler. Bildhuggeriet gjordes 1758 av Niclas Österbom. En ny orgel byggdes 1888 av Carl Elfström, Ljungby. |
| 1756            | Jonsbergs kyrka                | Linköpings |      | 1        |              | 9           | Nej/Nej             | Orgeln kostade 2400 daler. 1767 reparerades orgeln av Salling. Bildhuggaren Niclas Österbom gjorde bildhuggeriet till orgelverket. En ny orgel byggdes 1960 av Gebrüder Jehmlich, Dresden, DDR. |
| 1756            | Barkeryds kyrka                | Växjö      |      | 1        |              | 8           | Nej/Nej             | 1758 målades orgelläktaren av målaren Wasteen i Eksjö. Sam år stämdes och rensades orgelverket av organisten Ålström i Lekeryd. 1766 renoverade Ålström orgeln. Han satte även dit en tremulant. En ny orgel byggdes 1873 av Erik Nordström. |
| 1757            | Kisa kyrka                     | Linköpings |      | 1        | Självständig | 19 (12+7)   | Nej/Ja              | Orgeln kostade 6500 daler. orgeln hade tre bälgar. En ny orgel byggdes 1906 av Åkerman & Lund, Sundbyberg. Fasadens originalpipor är inte bevarade. |
| 1758            | Älmeboda kyrka                 | Växjö      |      |          |              | 13          | Nej/Nej             | En ny orgel byggdes 1881 av Carl August Johansson, Hovmantorp. |
| 1758            | Bankekinds kyrka               | Linköpings |      | 1        | Bihängd      | 12 (11+)    | Nej/Ja              | Orgeln hade två bälgar. Orgeln bekostades till viss del av kammarrådet J. Steuch. Orgeln monterades ner 1857 då en ny orgel byggdes av Sven Nordström. Wistenius orgel flyttades 1860 till Tidersrums kyrka. 1884 byggdes orgeln om av Erik Nordström och hade efter ombyggnationen 7 stämmor. En ny orgel byggdes 1925 av M J & H Lindegren, Göteborg. Fasaden finns bevarad i Tidersrums kyrka. |
| 1758            | Lekeryds kyrka                 | Växjö      |      |          |              | 8           | Nej/Nej             | Orgeln flyttades 1888 till Örträsks kyrka. Orgeln flyttades 1888 till Örträsks kyrka. En ny orgel byggdes 1909 av Nils Oskar Alm, Boden. |
| 1759            | Hogstads kyrka                 | Linköpings |      |          |              | 6           | Nej/Nej             | På sockenstämman den 11 maj 1758 beslutades att samla in pengar till ett orgelverk. 1759 byggdes en läktare i kyrkan. Orgeln kostade 900 daler. Den approberades av Quillen. 1760–1761 målades zireter på orgeln. 1761–1762 förbättrades orgelverket av en gesäll. En ny orgel byggdes 1876 av Per Åkerman, Stockholm. |
| 1759            | Eksjö kyrka                    | Linköpings |      | 1        | Självständig | 11+7 (18)   | Nej/Ja              | Orgeln kostade 21000 daler silvermynt. Den hade 3 bälgar. Orgeln reparerades okänt år av Lars Wahlberg och Anders Wollander. Stora oktaven i manualen bildar pedalens övre oktav. Samma system som i S:t Pers orgel i Vadstena. En ny orgel byggdes 1867 av Sven Nordström och Erik Nordström, Eksjö. |
| 1760            | Askeryds kyrka                 | Linköpings |      | 1        | Bihängd      | 11          | Ja/Ja               | 1770 fick orgeln bihängd pedal. 1839 omdisponerades orgeln med en Fugara 8' D av Nils Ahlstrand, Norra Solberga. 1933 monterades Wistenius orgeln ned från läktaren. Orgeln som satte upp stod i norra korsarmen. Den var byggd 1907 av E A Setterquist & Son, Örebro. Wistenius orgel sattes 1962 upp i norra korsarmen. Då den även renoverades av Th Frobenius & Co, Lyngby, Danmark. |
| 1760            | S:t Pers kyrka, Vadstena       | Linköpings |      | 1        | Självständig | 13+7        | Nej/Nej             | Orgelpiporna i grova oktaven var självständiga medan den övre oktaven var bihängd från manualen. |
| 1761            | Sätila kyrka                   | Göteborgs  |      | 1        |              | 10          | Nej/Ja              | Orgeln kostade 4200 daler kopparmynt. Fasadens originalpipor är inte bevarade. En ny orgel byggdes 1901 av Thorsell & Erikson, Göteborg. |
| 1761            | Hjälmseryds gamla kyrka        | Växjö      |      |          |              | 13          | Nej/Nej             | Orgeln kostade 3900 daler. 1763 utökades orgeln med självständig pedal och fick då 13 stämmor. Kyrkan övergavs 1853. |
| 1761            | Vårdsbergs kyrka               | Linköpings |      | 1        | Bihängd      | 11          | Ja/Ja               | Orgeln kostade 4000 daler. 1758 började församlingen samla in pengar till ett orgelverk. Den 20 januari 1760 beslutades att bygga ett orgelverk till kyrkan. Tre personer reste in till Linköping den 22 januari för att skriva kontrakt med Wistenius. Orgelverkat provade av organisten Widebeck i Jönköping och approberades av komminister Sturlin. 1768 målades orgelverket. En ny orgel byggdes 1895 av Åkerman & Lund, Stockholm. |
| 1762            | Skällviks kyrka                | Linköpings |      | 1        | Bihängd      | 8           | Ja/Ja               | Orgeln hade dubbel skäfftbälg. Orgeln skänktes av översten Werner von Schwerin på Stegeborg och kostade 2000 daler. 1963 renoverades orgeln av Bröderna Moberg, Sandviken. |
| 1763            | Svarttorps kyrka               | Växjö      |      |          |              | 8           | Nej/Ja              | Orgeln flyttades 1877 till Tengene kyrka och sattes upp av Johan Anders Johansson, Mösseberg. 1915 byggdes en ny orgel av Nordfors & Co, Lidköping. Ryggpositivets fasad är från 1960. |
| 1763            | Finspångs slottskapell         | Linköpings |      |          |              | 10          | Nej/Nej             | Orgeln kostade 6000 daler. Orgeln bekostade av kammarherren Joh. Jac. de Geer. En ny orgel byggdes 1959 av Åkerman & Lund, Sundbyberg. |
| 1763            | Skärstads kyrka                | Växjö      |      |          |              | 10          | Nej/Nej             | Orgeln kostade 4650 daler. Orgel kostade 1550 daler. Gesällerna Pehr Schiörlin och Lars Palmgren hjälpte till att sätta upp orgeln. Organisten Enevald Widebeck i Jönköping testade och godkände orgelverket. En ny orgel byggdes 1826 av Johan Everhardt den äldre, Skara. |
| 1764            | Norra Vrams kyrka              | Lunds      |      | 1        |              | 10          | Nej/Nej             | Orgeln godkändes av organisten Fredrik Kraus, Lund. Bildhuggaren Ullberg tillverkade utsmyckningarna till orgelverket. En ny orgel byggdes 1875 av Knud Olsen, Köpenhamn. |
| 1766            | Herrestads kyrka               | Linköpings |      |          |              | 6           | Ja/Ja               | Orgeln kostade 1800 daler. Organisten Petter Beckstrand i Herrestad arbetade fem veckor på orgelverket hos Wistenius. Gesällen Schiörlin medverkade i byggnationen av orgeln. Bildhuggeriet till orgeln gjordes av bildhuggaren Prenchner. Orgeln reparerades 1773–1774 av organisten Hultgren. Orgeln byggdes om 1824 och 1851. En ny orgel byggdes 1920 av A Mårtenssons Orgelfabrik AB, Lund. |
| 1767            | Sankt Lars kyrka               | Linköpings |      | 1        |              | 10          | Nej/Nej             | Orgeln flyttades 1801 till Madesjö kyrka. En ny orgel byggdes 1885 av E A Setterquist & Son, Örebro. |
| 1767            | Landeryds kyrka                | Linköpings |      | 1        | Bihängd      | 9           | Nej/Ja              | Byggdes tillsammans med Schiörlin för 4000 daler. Greve Otto Löfven skänkte 3000 daler. Orgeln hade två bälgar. En ny orgel byggdes 1917 av Åkerman & Lund, Sundbyberg. |
| 1768            | Västra Torsås kyrka            | Växjö      |      |          |              | 10          | Nej/Ja              | En ny orgel byggdes 1923 av E F Walcker, Ludwigsburg, Tyskland. |
| 1770            | Bergunda kyrka                 | Växjö      |      |          |              |             | Nej/Ja              | Schiörlin och en gesäll arbetade med orgeln i 54 dagar. Wistenius arbetade med orgeln i 14 dagar. 1773–1774 gjorde bildhuggare Palm bildhuggeri och målning på orgelverket och läktaren. |
| 1772            | Rogberga kyrka                 | Växjö      |      |          |              | 9           | Nej/Ja              | Orgeln sattes upp 1772 av Wistenius och Schiörlin. Läktaren och orgelverket målades 1772 av Olof Rosenblad i Gränna. Orgeln approberades av organisten Johan Paulus Modig i Skärstad. Den godkändes även av organisten Jonas Åström i Lekeryd. Bildhuggeriet gjordes 1773 av bildhuggaren Fredrich Reisner i Gränna. 1774 sattes något upp ovanför orgelverket av hovrättsrådet Johan Vilhelm von Schaeij Orgeln utökades 1868 av Erik Nordström till 11 stämmor. En ny orgel byggdes 1937 av A Magnussons Orgelbyggeri AB, Göteborg.                                                                     |
| 1774            | Ölmstads kyrka                 | Växjö      |      |          |              | 10          | Nej/Nej             | En ny orgel byggdes 1885 av Åkerman & Lund, Stockholm. |
| 1775            | Tölö kyrka                     | Göteborgs  |      |          | Ja           | 12          | Nej/Ja              | Kontraktet slöts 1770. Den 17 november 1774 tar Hans Nilsson fram material till orgelverket enligt Pehr Schiörlins attest. Orgeln inventerades av domkyrkoorganisten Henrik Beck. Orgeln målades 1775 av Nordman. 1777 gjordes bildhuggeri arbete på orgeln av Johan Joakim Beckman. Orgeln flyttades 1864 till nya kyrkan. Då utökades även fasaden av Johan Niklas Söderling, Göteborg. En ny orgel byggdes 1936 av A Mårtenssons Orgelfabrik AB, Lund. |
| 1776            | Odensvi kyrka                  | Linköpings |      |          |              | 13 eller 16 | Nej/Ja              | Orgelverket kostade 9000 daler kopparmynt. Bildhuggarens arbeta kostade 500 daler kopparmynt. En ny orgel byggdes 1896 av Åkerman & Lund, Stockholm. |
| 1776            | Älvestads kyrka                | Linköpings |      |          |              | 10          | Nej/Nej             | Orgeln hade flera gånger förändrats. En ny orgel byggdes 1937 av Bo Wedrup, Uppsala. |
| 1776            | Värö kyrka                     | Göteborgs  |      |          |              | 10          | Nej/Nej             | Den 5 december 1774 beslutade man att ingå kontrakt med Wistenius. Orgeln skulle vara färdig hösten 1776. Den 9 februari 1777 fick Anders Wollander kontrakt på ett orgelverk. Den 7 september 1777 skrevs kontrakt med Lars Strömblad som fullbordade orgeln 1778. |
| 1777            | Lindome kyrka                  | Göteborgs  |      |          |              | 12          | Nej/Nej             | Omkring 1773 betingades en ny orgel av Pehr Schiörlin, Linköping. En ny orgel byggdes 1884 av Salomon Molander & Co, Göteborg. |
|                 | Stora Åby kyrka                | Linköpings |      |          |              |             |                     | Ett nytt ackorderades efter 1757 av Wistenius. |

- 1885 flyttades en orgel till Särestad-Bjärby kyrka. Orgeln var byggd av Wistenius och hade 7 stämmor. En ny orgel byggdes 1906 i kyrkan. Orgeln förstördes 1927 i kyrkans brand.[62]

#### Ombyggnationer
| År   | Ursprunglig kyrka         | Stift      | Bild | Manualer | Pedal | Stämmor | Bevarad orgel/fasad | Övrigt |
| ---- | ------------------------- | ---------- | ---- | -------- | ----- | ------- | ------------------- | --- |
| 1741 | Sankt Lars kyrka          | Linköpings |      |          |       |         | Ja/Ja               | Wistenius byggde om en orgel sommaren 1741. Orgeln var byggd 1700 av Johan Agerwall, Söderköping och hade 6 stämmor. 1767 flyttades orgeln till Vinnerstads kyrka. Orgeln står numera i Folkströms kapell, Hällestad. |
| 1746 | Gistads kyrka             | Linköpings |      | 1        |       | 5       | Ja/Ja               | Wistenius byggdes om en orgel 1746. Orgeln var byggd 1736 av Carl Kindberg, Skeda. Orgeln och läktaren målades av Jonas Gistadius. 1761 reparerades orgeln av Lagergren. Orgeln såldes till Lillkyrka kyrka 1864. 1943 såldes orgeln till länsmuseet. Den står idag på Vadstena slott. |
| 1751 | Röks kyrka                | Linköpings |      |          |       | 7       | Nej/Ja              | Orgeln kostade 1200 daler kopparmynt. De boende i församlingen hade samlat in 779 daler kopparmynt, resterande summa betalade kyrkan. Orgeln köptes in från Bredestads kyrka och var byggd av 1700 av Johan Åhrman. Wistenius utökade orgeln med 2 stämmor år 1751. Orgeln såld till Varvs kyrka, Västergötland. Orgeln omändrades på 1870-talet av P A Kullbom, Broddetorp och hade efter omändringen 8 stämmor. En ny orgel byggdes 1922 av Nordfors & Co, Lidköping. |
| 1756 | Torpa kyrka, Östergötland | Linköpings |      |          |       | 8       |                     | Orgeln reparerades 1756 av Wistenius. Den var byggd 1725 av Cahman och socknens herrskap betalade 2800 daler. |
|      | Sunds kyrka               | Linköpings |      | 1        |       | 6       |                     | Wistenius reparerade orgeln. Orgeln var byggd 1734 av Cahman för Kisa kyrka Orgeln såldes 1756 till Sunds kyrka för 1000 daler. Den bekostades av assessor Zacharias Strandberg |

### Elever och gesäller vid orgelfabriken
Följande har varit elev eller gesäll till Wistenius. Detta är en påbörjad lista som ej är komplett.
- 1740 - Oluf Hansson Broberg
- Anders Wollander
- Erik Sunnerberg.
- 1740 - En gesäll och en lärling.[16]
- 1741 - Hedman. Han var gesäll hos Wistenius.[17][18]
- 1741 - Åsterman. Han var dräng hos Wistenius.[17][18]
- 1739–1743, 1745 - Sven Axtelius.[19][20][22]
- 1744 - Två gesäller.[21]
- 1745–1751 - Anders Wikbom.[22][27][28]
- 1743–1751 - Lars Wahlberg. Han var gesäll hos Wistenius.[20][21][22][23][24][25][26][27][28]
- 1745–1751 - Petter Norling (Nordling). Han var gesäll hos Wistenius.[23][24][26][27][28]
- 1748 - Anders. Han var gesäll hos Wistenius.[25]
- 1742–1751 - Anders. Han var lärling hos Wistenius.[19][20][21][22][23][24][25][26][27][28]
- 1746–1748 - Abram Creutz.[24]
- 1750–1751 - Hagman. Han var gesäll hos Wistenius.[27][28]
- 1752 Lorentz
- 1752–1754 Peter
- 1752–1754 Anders
- 1753–1754 Lars
- 1755 - Gyllenberg. Han var gesäll hos Wistenius.[32]
- 1755–1756 - Pal. Han var gesäll hos Wistenius.[33]
- 1756 - Wiberg. Han var gesäll hos Wistenius.[33]
- 1756–1759 - Jonas Ljungberg (1731–1776). Han var snickargesäll hos Wistenius.[33][34][35][36]
- 1756–1763 - Jonas Almgren. Han var gesäll hos Wistenius.[33][34][35][36][37][38][39][40]
- 1757–1777 - Pehr Schiörlin. Han var gesäll hos Wistenius.[34][35][36][37][38][39][40][41][42][43][44][47][48][49]
- 1757–1761 - Jonas Rulin. Han var bälgmakardräng hos Wistenius.[34][35][36][37][38]
- 1758–1760 - Lars. Han var lärling hos Wistenius.[35][36][37]
- 1760 - Lars. Han var lärling hos Wistenius.[37]
- 1760–1761 - Peter Sjögren. Han var snickargesäll hos Wistenius.[37][38]
- 1761 - Peter. Han var bälgmakardräng hos Wistenius.[38]
- 1762 - Johan. Han var gesäll hos Wistenius.[39]
- 1762 - Aschenbom. Han var gesäll hos Wistenius.[39]
- 1763 - Lars. Han var lärling hos Wistenius.[40]
- 1764 - Lars Palmgren.
- 1764–1765 - Lars. Han var lärodräng hos Wistenius.[41][42]
- 1764–1766 - Jonas. Han var hjälpdräng hos Wistenius.[41][42][43]
- 1767 - Wikman. Han var gesäll hos Wistenius.[44]
- 1772 - Hielmgren. Han var gesäll hos Wistenius.[47]
- 1773–1776 - Petter Lundström, född 12 oktober 1745 i Krokek, död 6 november 1797 i Linköping[120]. Var först lärling och sedan orgelbyggargesäll hos Wistenius.[48][49]
- 1772–1773 - Peter (Pehr). Han var dräng hos Wistenius.[47][48]
- 1776 - Abraham. Han var dräng hos Wistenius.[49]
- 1777 Germund Landren

#### Lärlingar
- 1739 N. N.
- 1741 och 1750–1753 Anders
- 1752 Petter
- 1756 Peter

## Strump- och tröjfabriken
Wistenius fick tillstånd att starta en strump- och tröjfabrik 3 april 1761. Fabriken togs över 4 juni 1776 av gesällen Georg Kevitz (Cehievitz, född 1733).

### Produktion
| Artikel                        | 1761 | 1762 | 1763 | 1764 | 1765 | 1766 | 1767 | 1768 | 1769 | 1770 | 1771 | 1772 | 1773 | 1774 | 1775 | 1776 |
| Röda kvinnostrumpor (2.21 par) |      |      |      |      | -    |      | -    | 4    |      |      |      | -    | -    | -    | -    |      |
| Röda kvinnostrumpor (1.21 par) |      |      |      |      | -    |      | -    | 33   |      |      |      | -    | -    | -    | -    |      |
| Röda kvinnostrumpor (1.10 par) |      |      |      |      | -    |      | -    | 10   |      |      |      | -    | -    | -    | -    |      |
| Svarta mansstrumpor (2 par)    |      |      |      |      | -    |      | -    | 48   |      |      |      | -    | -    | -    | -    |      |
| Röda mössor                    |      |      |      |      | -    |      | 66   | 8    |      | -    |      | -    | -    | -    | -    |      |
| Randiga mössor                 |      |      |      |      | -    | 162  |      | 1    |      | -    |      | -    | -    | -    | -    |      |
| Gråstrumper (2.16)             |      |      |      |      | -    |      |      | 29   | -    | 29   |      | -    | -    | -    | -    |      |
| Gråstrumper (1.21 1⁄3)         |      |      |      |      | -    |      |      | 60   | -    | 60   |      | -    | -    | -    | -    |      |
| Kvins tråstrumper (1.10. 2⁄3)  |      |      |      |      | -    |      | 12   | 12   | -    | 12   |      | -    | -    | -    | -    |      |
| Tråstrumper (1)                |      |      |      |      | -    |      |      | 18   | -    | 18   |      | -    | -    | -    | -    |      |
| Seggarnstrumpor (2.10)         |      |      |      |      | -    |      |      | 24   | -    | 24   |      | -    | -    | -    | -    |      |
| Filtemössor (1.10)             |      |      |      |      | -    |      |      | 42   | -    | 42   |      | -    | -    | -    | -    |      |
| Tröjor (9.10)                  |      |      |      |      | -    | 1    |      | 3    | -    | 2    |      | -    | -    | -    | -    |      |
| Summa                          |      |      |      |      | -    | 1508 | 723  | -    | 238  | 337  |      | -    | -    | -    | -    |      |

### Arbetare
Lista över personer som arbetade vid strump- och tröjfabriken.
- 1762 - Anna. Hon var spinnerska på fabriken.[39]
- 1762 - Maja. Hon var spinnerska på fabriken.[39]
- 1762–1763 - Eric Kåre. Han var ullkammare på fabriken.[39][40]
- 1767 - Caisa, Anna och Ingrid. De var spinnerskor på fabriken.
- 1768 - Georg Chiewitz. Han var vävmästare på fabriken.
- 1768 - Lena, Stina och Stina. De var spinnerskor på fabriken.